# Orthofidonia deceptata
Orthofidonia deceptata är en fjärilsart som beskrevs av George Duryea Hulst 1896. Orthofidonia deceptata ingår i släktet Orthofidonia och familjen mätare. Inga underarter finns listade i Catalogue of Life.